# Металург (Самар)
Футбольний клуб «Металург» — український футбольний клуб, з міста Самар Дніпропетровської області.

## Всі сезони в незалежній Україні
| Сезон   | Чемпіонат     | Чемпіонат | Чемпіонат | Чемпіонат | Чемпіонат | Чемпіонат | Чемпіонат | Чемпіонат | Кубок        | Кубок | Кубок | Кубок | Кубок | Кубок | Кубок | Примітка                            |
| Сезон   | Ліга          | Місце     | І         | В         | Н         | П         | М         | О         | Етап         | І     | В     | Н     | П     | М     | О     | Примітка                            |
| ------- | ------------- | --------- | --------- | --------- | --------- | --------- | --------- | --------- | ------------ | ----- | ----- | ----- | ----- | ----- | ----- | ----------------------------------- |
| 1993/94 | —             | —         | —         | —         | —         | —         | —         | —         | 1/64 фіналу  | 1     | 0     | 0     | 1     | 1−2   | 0     |                                     |
| 1994/95 | Третя         | 8 з 22    | 42        | 21        | 2         | 19        | 59−60     | 65        | 1/128 фіналу | 1     | 0     | 0     | 1     | 0−1   | 0     |                                     |
| 1995/96 | Друга Група Б | 3 з 21    | 38        | 23        | 6         | 9         | 53-33     | 75        | 1/16 фіналу  | 4     | 3     | 0     | 1     | 6−5   | 6     |                                     |
| 1996/97 | Друга Група Б | 5 з 17    | 32        | 15        | 5         | 12        | 52−34     | 50        | 1/64 фіналу  | 1     | 0     | 0     | 1     | 0−1   | 0     |                                     |
| 1997/98 | Друга Група В | 6 з 17    | 30        | 16        | 3         | 11        | 49−39     | 51        | 1/32 фіналу  | 3     | 1     | 1     | 1     | 3−3   | 3     |                                     |
| 1998/99 | Друга Група В | 12 з 14   | 26        | 5         | 2         | 19        | 26−17     | 11        | 1/32 фіналу  | 6     | 3     | 0     | 3     | 14−10 | 6     | дискваліфіковано після першого кола |
| Всього  | Третя         | 1 сезон   | 42        | 21        | 2         | 19        | 59−60     | 44        | >6 сезонів   | 16    | 7     | 1     | 8     | 24−22 | 15    |                                     |
| Всього  | Друга         | 4 сезони  | 126       | 59        | 16        | 51        | 180−123   | 134       |              |       |       |       |       |       |       |                                     |

## Досягнення
- Переможець П'ятої зони любительської ліги 1993—1994
- Чемпіонат Дніпропетровської області:
  -  Чемпіон: 1993
  -  Срібний призер: 1990, 1992
  -  Бронзовий призер: 1989

## Відомі гравці
- Сергій Перхун
- Олександр Рикун